# Honda Indy Toronto 2014
Das Honda Indy Toronto 2014 fand am 20. Juli in den Streets of Toronto in Toronto, Ontario, Kanada statt und war das 13. und 14. Rennen der IndyCar Series 2014.

## Berichte

### Hintergrund
Nach dem Iowa Corn Indy 300 führte Hélio Castroneves in der Fahrerwertung mit 9 Punkten Vorsprung auf Will Power und mit 32 Punkten Vorsprung auf Ryan Hunter-Reay.
Es gab zwei Veränderungen im Starterfeld. Bei Ed Carpenter Racing gab es einen geplanten Fahrerwechsel. Mike Conway, der alle Straßenkursrennen bestritt, löste Ed Carpenter, der nur die Ovalrennen fuhr, ab. Rahal Letterman Lanigan Racing setzte für Luca Filippi ein zweites Fahrzeug ein.
Das Honda Indy Toronto war die dritte und letzte Veranstaltung mit zwei Rennen in dieser Saison. Ursprünglich waren zwei Rennen – eins am Samstag, eins am Sonntag – mit je 85 Runden und einer eigenen Qualifikation geplant. Da es am Samstag jedoch stark regnete, wurde das erste Rennen auf Sonntag verschoben und die Distanz für beide Rennen um 20 Runden auf 65 Runden gekürzt. Das Qualifying zum zweiten Rennen wurde gestrichen und die Startaufstellung durch die Entrant-Punktewertung vor der Veranstaltung ermittelt.
Mit Power, Scott Dixon (jeweils zweimal), Sébastien Bourdais, Justin Wilson und Hunter-Reay (jeweils einmal) traten fünf ehemalige Sieger zu diesem Rennen an.

### Training
Am Freitag gab es zwei Trainings à 45 Minuten.
Im ersten Training fuhr Josef Newgarden die schnellste Zeit vor Power und James Hinchcliffe. Die Streckenbedingungen waren bei sonnigem Wetter bestens. Die schnellsten Zeiten wurden am Trainingsende erzielt. Es gab keine Unterbrechung.
Im zweiten Training war Simon Pagenaud am schnellsten. Castroneves wurde Zweiter, Dixon Dritter. Die ersten fünf Fahrer befanden sich innerhalb einer Zehntelsekunde. Castroneves blieb nach Trainingshalbzeit mit Batterieproblemen in der achten Kurve stehen, sodass das Training unterbrochen wurde. Kurz nach der Unterbrechung drehte sich Ryan Briscoe, sodass das Training erneut unterbrochen und vorzeitig beendet wurde.

### Qualifying
Der erste Abschnitt des ersten Zeittrainings wurde nach dem üblichen Qualifying-System für Straßenkurse in zwei Gruppen ausgetragen. Die sechs schnellsten Piloten jeder Gruppe kamen ins zweite Segment. Die restlichen Startpositionen wurden aus dem Ergebnis des ersten Qualifyingabschnitts bestimmt, wobei den Fahrern der ersten Gruppe die ungeraden Positionen ab 13, und den Fahrern der zweiten Gruppe die geraden Positionen ab 14 zugewiesen wurden. In der ersten Gruppe fuhr Dixon die schnellste Runde, in der zweiten Gruppe war Castroneves der schnellste Pilot.
Im zweiten Segment der Qualifikation qualifizierten sich die sechs schnellsten Fahrer für den finalen Abschnitt. Castroneves erzielte die schnellste Rundenzeit. Neben ihm schafften es Bourdais, Power, Tony Kanaan, Hunter-Reay und Pagenaud in den dritten Teil des Qualifyings, die sogenannten Firestone Fast Six. Dixon streifte die Mauer und verbog sich die Aufhängung, sodass er als letzter dieser Gruppe den zwölften Startplatz erreichte.
Bourdais fuhr schließlich die schnellste Zeit und erzielte die Pole-Position vor Power und Castroneves. Es war Bourdais erste Pole-Position in der IndyCar Series und seine erste IndyCar-Pole seit dem Bavaria Champ Car Grand Prix 2007. Mit seiner 32. IndyCar-Pole zog er in der ewigen Bestenliste mit Michael Andretti auf Platz acht gleich. Pagenaud, der schließlich auf Platz fünf lag, verunfallte in der letzten Kurve seiner letzten schnellsten Runde.

### 1. Rennen
Der für das erste Rennen am Samstag geplante stehende Start wurde wegen nasser Streckenbedingungen abgesagt. Es wurde mehrfach versucht, das Rennen hinter dem Safety Car zu starten. Noch bevor das Rennen freigegeben war, hatten drei Fahrer Probleme hinter dem Safety Car, die zu einer Versetzung ans Ende des Feldes führten. Briscoe drehte sich, Power fuhr in die Streckenbegrenzung und Juan Pablo Montoya erlitt ein elektrisches Problem. Nach zweieinhalb Stunden Wartezeit wurde das Rennen schließlich abgesagt, ohne je gestartet gewesen zu sein. Während einer Rotphase kam es zu einer Kontroverse an der Box, da die Rennleitung Penske eine Reparatur von Powers Fahrzeug gestattete. Das Rennen wurde auf den Sonntag verschoben.
Nach drei Runden hinter dem Safety Car wurde das Rennen gestartet. Bourdais behielt die Führung. Dahinter kam es zu einer Kollision. Filippi drehte Pagenaud. In dem entstehenden Chaos waren Newgarden, Conway, Takuma Satō und Carlos Muñoz in die Kollision verwickelt. Das Rennen wurde umgehend mit der roten Flagge unterbrochen, damit die Fahrzeuge geborgen bzw. neu gestartet werden konnten. Die Fahrzeuge von Newgarden und Conway wurden während der Unterbrechung repariert. Da Newgarden in die geschlossene Box gefahren ist, erhielt er einen Durchfahrtsstrafe, die er nach dem Restart absetzte. Bis auf Satō, der später noch mal einige Rennen fuhr, nahmen alle Fahrer das Rennen hinter dem Safety Car wieder auf. Bourdais führte vor Castroneves, Hunter-Reay, Kanaan und Filippi.
Beim Restart blieb Bourdais in Führung. Hunter-Reay überholte Castroneves und übernahm die zweite Position. Bourdais setzte sich in den nächsten Runden an der Spitze ab. In der 17. Runde kam es zur zweiten und letzten Gelbphase. Carlos Huertas war im Reifenstapel, Filippi fuhr sein havariertes Fahrzeug zurück an die Box und gab auf. Huertas nahm das Rennen schließlich wieder auf.
Bourdais blieb beim Restart erneut in Führung. Er setzte sich erneut ab und fuhr teilweise 1,5 Sekunden schneller als die Gegner. Nach 33 Runden ging er an die Box, sodass Castroneves, der zuvor Hunter-Reay überholt hatte, in Führung ging. Eine Runde später ging auch er zum Stopp. Pagenaud, der eine andere Boxenstrategie verfolgte und schon früher an der Box gewesen war, übernahm dadurch die Führung. Ab der 41. Runde lag Bourdais wieder vorne. In der Zwischenzeit gab es eine Berührung zwischen Hunter-Reay und Kanaan, die zum Ausfall Hunter-Reays führte, da seine Aufhängung beschädigt war. Es gab keine Gelbphase. Bourdais kontrollierte das Rennen im letzten Drittel und blieb durchgängig in Führung. Kurz vor Schluss gab es noch eine Kollision zwischen Power und Newgarden, bei der Newgarden ausschied.
Bourdais gewann schließlich zum ersten Mal in der IndyCar Series. Es war sein erster IndyCar-Sieg nach dem Gran Premio Tecate 2007. Mit seinem 32. IndyCar-Sieg zog er in der ewigen Bestenliste mit Dario Franchitti und Paul Tracy auf Platz acht gleich. Castroneves wurde Zweiter, Kanaan Dritter und Pagenaud Vierter. Die ersten vier lagen innerhalb von zehn Sekunden. Dixon, Graham Rahal, Charlie Kimball, Hinchcliffe, Power und Wilson komplettierten die Top 10.

### 2. Rennen
Das zweite Rennen wurde stehend gestartet. Aufgrund drohenden Regens wurde der Start ein paar Minuten nach vorne gelegt. Castroneves behielt die Führung. Wilson blieb stehen und Kanaan verbremste sich in der dritten Kurve, sodass es eine Gelbphase gab. Kanaan gab nach dem Rennen zu, dass sein Unfall ausschließlich sein Fehler war. Beide Fahrer nahmen das Rennen wieder auf. Beim Restart in der dritten Runde blieb Castroneves erneut vorne. Pagenaud hatte in der Anfangsphase Probleme mit der Elektronik, sodass er mehrere Runden verlor.
In der zwölften Runde setzt leichter Regen ein, sodass die Strecke rutschiger wurde. In der achten Kurve verpassten mehrere Fahrer den Bremspunkt. Montoya fuhr in den Reifenstapel und blieb stehen. Wenig später drehte sich Hinchcliffe an der gleichen Stelle und berührte Montoya leicht, bevor er kurz dahinter stehen blieb. Mikhail Aleshin, der hinter den beiden war, verbremste sich ebenfalls. Er fuhr hinten in Montoyas Fahrzeug rein. Dabei hob er Montoyas Auto an und rutschte mit seinem Rennwagen darunter. Montoyas Fahrzeug musste angehoben werden, um Aleshin zu bergen. Aleshin war in der Lage, das Auto aus eigener Kraft zu verlassen und blieb unverletzt. Sein Helm wies Spuren durch die Kollision mit Montoyas Fahrzeug auf. Montoya und Hinchcliffe nahmen das Rennen wieder auf und kamen nach Reparaturen mit mehreren Runden Rückstand ins Ziel. Bereits kurz vor der Safety-Car-Phase war Castroneves zum Wechsel auf Regenreifen an die Box gegangen, sodass Power für zwei Runden führte. Power ging in der Safety-Car-Phase an die Box und übergab die Führung an Newgarden, der wie Bourdais auf Slicks blieb. Hunter-Reay und Jack Hawksworth wechselten bei geschlossener Boxengasse ihre Reifen und erhielten einen Durchfahrtsstrafe.
Nach dem Restart behielt Newgarden kurzzeitig die Führung, wurde aber schließlich von Castroneves überholt. Er und Bourdais wechselten wenig später ebenfalls auf Regenreifen, da die Strecke für Slicks zu nass war. Newgarden hatte sich zuvor ohne Mauerkontakt gedreht. Damit fuhren alle Fahrer auf Regenreifen. In den nächsten Runden drehten und verbremsten sich mehrere Fahrer aufgrund der nassen Strecke. An der Spitze hatten sich Castroneves, Power, Kanaan und Dixon abgesetzt. In der 24. Runde gab es erneut eine Gelbphase, da Trümmerteile auf der Strecke lagen.
Beim Restart blieben die ersten vier Positionen unverändert. Dahinter ging Filippi an Briscoe vorbei auf die fünfte Position. Während der Regen schwächer wurde und schließlich aufhörte, setzte Power seinen führenden Teamkollegen Castroneves unter Druck. In der 33. Runde fuhr Filippi in der achten Kurve in die Streckenbegrenzung, sodass es eine erneute Gelbphase gab. Bereits zu diesem Zeitpunkt war klar, dass die geplante Distanz von 65 Runden nicht mehr erreichbar war und nach dem 80-Minuten-Zeitlimit gefahren würde. Castroneves behielt beim Restart erneut die Führung. In den folgenden Runden trocknete die Ideallinie ab. In der 41. Runde überholte Power Castroneves und ging an die Spitze des Feldes.
In der 43. Runde wählten Muñoz und Conway eine riskante Strategie und wechselten auf Slicks. Die Strecke war noch nicht vollkommen trocken. Muñoz lag vor seinem Stopp jedoch bereits auf dem 19. Platz und hatte nicht mehr viel zu verlieren. Conway traf die Entscheidung für den Wechsel selbst, da er die Strecke für ausreichend trocken erachtete. Eine Runde später löste ein Unfall von Sebastián Saavedra eine weitere Gelbphase aus. Die führenden Fahrer gingen umgehend an die Box und wechselten ebenfalls auf Slicks, sodass Wilson, der nicht stoppte, die Führung übernahm. Er führte vor Newgarden, Huertas und Filippi. Conway war der bestplatzierte Fahrer auf Slicks.
Nach dem Restart führte Wilson vor Newgarden, Conway und Kanaan. Die letzten Rennrunden waren ereignisreich. In der 50. Runde übernahm Conway die Führung und Bourdais hatte einen Unfall, fuhr aber schließlich weiter. Eine Runde später drehte Kimball Huertas um, sodass sich ein Stau bildete. Mehrere Fahrer waren in diesen Zwischenfall verwickelt. Die Rennleitung entschied, das Rennen mit der roten Flagge zu unterbrechen. Muñoz schied hierbei aus, Rahal blieb an einer anderen Stelle mit einem Getriebeschaden stehen. Alle anderen Fahrer nahmen das Rennen schließlich wieder auf.
Vor dem Restart, der nach einer Runde hinter dem Safety Car erfolgte, führte Conway vor Wilson, Kanaan, Power und Newgarden. Bis auf Wilson und Newgarden fuhren die Fahrer auf Slicks. Beim Restart beschädigte sich Castroneves den Frontflügel. An der Spitze verlor Wilson einige Positionen. Hawksworth verbesserte sich indes in den letzten sechs Runden von Platz 15 auf Platz sechs.
Nach 56 Runden gewann schließlich Conway vor Kanaan und Power. Kimball wurde Vierter, Satō Fünfter. Hawksworth, Dixon, Marco Andretti, Bourdais und Wilson komplettierten die Top 10. Conways Sieg war der 250. für den Reifenhersteller Firestone, der in der Saison 2014 alle Fahrzeuge mit Reifen ausstattete.
In der Fahrerwertung baute Castroneves bei dieser Veranstaltung seinen Vorsprung auf Power etwas aus. Hunter-Reay blieb auf dem dritten Platz.

## Meldeliste
Alle Teams und Fahrer verwendeten das Chassis Dallara DW12 mit einem Aero-Kit von Dallara und Reifen von Firestone.
| Team                                  | Nr. | Fahrer             | Motor     |
| ------------------------------------- | --- | ------------------ | --------- |
| Penske Motorsports                    | 02  | Juan Pablo Montoya | Chevrolet |
| Team Penske                           | 03  | Hélio Castroneves  | Chevrolet |
| Team Penske                           | 12  | Will Power         | Chevrolet |
| Schmidt Peterson Motorsports          | 07  | Mikhail Aleshin    | Honda     |
| NTT Data Chip Ganassi Racing          | 08  | Ryan Briscoe       | Chevrolet |
| Target Chip Ganassi Racing            | 09  | Scott Dixon        | Chevrolet |
| Target Chip Ganassi Racing            | 10  | Tony Kanaan        | Chevrolet |
| KVSH Racing                           | 11  | Sébastien Bourdais | Chevrolet |
| A. J. Foyt Enterprises                | 14  | Takuma Satō        | Honda     |
| Rahal Letterman Lanigan Racing        | 15  | Graham Rahal       | Honda     |
| Rahal Letterman Lanigan Racing        | 16  | Luca Filippi       | Honda     |
| KV AFS Racing                         | 17  | Sebastian Saavedra | Chevrolet |
| Dale Coyne Racing                     | 18  | Carlos Huertas     | Honda     |
| Dale Coyne Racing                     | 19  | Justin Wilson      | Honda     |
| Ed Carpenter Racing                   | 20  | Mike Conway        | Chevrolet |
| Andretti Autosport                    | 25  | Marco Andretti     | Honda     |
| Andretti Autosport                    | 27  | James Hinchcliffe  | Honda     |
| Andretti Autosport                    | 28  | Ryan Hunter-Reay   | Honda     |
| Andretti – HVM                        | 34  | Carlos Muñoz       | Honda     |
| Sarah Fisher Hartman Racing           | 67  | Josef Newgarden    | Honda     |
| Schmidt Peterson Hamilton Motorsports | 77  | Simon Pagenaud     | Honda     |
| Chip Ganassi Racing Teams             | 83  | Charlie Kimball    | Chevrolet |
| BHA/BBM with Curb Agajanian           | 98  | Jack Hawksworth    | Honda     |

Quelle: 

## Klassifikationen

### 1. Qualifying
| Pos. | Fahrer             | Team                                  | Fahrzeug          | Gruppe 1  | Gruppe 2  | Top 12    | FF6       | Start |
| ---- | ------------------ | ------------------------------------- | ----------------- | --------- | --------- | --------- | --------- | ----- |
| 01   | Sébastien Bourdais | KVSH Racing                           | Dallara-Chevrolet | —         | 0:59,7482 | 0:59,0478 | 0:58,9479 | 01    |
| 02   | Will Power         | Team Penske                           | Dallara-Chevrolet | —         | 0:59,4142 | 0:59,2090 | 0:59,1025 | 23    |
| 03   | Hélio Castroneves  | Team Penske                           | Dallara-Chevrolet | —         | 0:59,0428 | 0:58,9418 | 0:59,1499 | 02    |
| 04   | Ryan Hunter-Reay   | Andretti Autosport                    | Dallara-Honda     | 0:59,3987 | —         | 0:59,2501 | 0:59,2672 | 03    |
| 05   | Simon Pagenaud     | Schmidt Peterson Hamilton Motorsports | Dallara-Honda     | 0:59,2934 | —         | 0:59,2580 | 0:59,3972 | 04    |
| 06   | Tony Kanaan        | Target Chip Ganassi Racing            | Dallara-Chevrolet | 0:59,4089 | —         | 0:59,2443 | 0:59,9987 | 05    |
| 07   | Luca Filippi       | Rahal Letterman Lanigan Racing        | Dallara-Honda     | 0:59,4255 | —         | 0:59,2753 | —         | 06    |
| 08   | Justin Wilson      | Dale Coyne Racing                     | Dallara-Honda     | —         | 0:59,4620 | 0:59,3406 | —         | 07    |
| 09   | James Hinchcliffe  | Andretti Autosport                    | Dallara-Honda     | 0:59,3103 | —         | 0:59,3526 | —         | 08    |
| 10   | Ryan Briscoe       | NTT Data Chip Ganassi Racing          | Dallara-Chevrolet | —         | 0:59,8699 | 0:59,5319 | —         | 21    |
| 11   | Juan Pablo Montoya | Penske Motorsports                    | Dallara-Chevrolet | —         | 0:59,5032 | 0:59,8201 | —         | 22    |
| 12   | Scott Dixon        | Target Chip Ganassi Racing            | Dallara-Chevrolet | 0:59,2473 | —         | 1:00,2193 | —         | 09    |
| 13   | Josef Newgarden    | Sarah Fisher Hartman Racing           | Dallara-Honda     | 0:59,4455 | —         | —         | —         | 10    |
| 14   | Graham Rahal       | Rahal Letterman Lanigan Racing        | Dallara-Honda     | —         | 0:59,9495 | —         | —         | 11    |
| 15   | Takuma Satō        | A. J. Foyt Enterprises                | Dallara-Honda     | 0:59,5367 | —         | —         | —         | 12    |
| 16   | Mike Conway        | Ed Carpenter Racing                   | Dallara-Chevrolet | —         | 0:59,9904 | —         | —         | 13    |
| 17   | Carlos Muñoz       | Andretti – HVM                        | Dallara-Honda     | 0:59,5708 | —         | —         | —         | 14    |
| 18   | Jack Hawksworth    | BHA/BBM with Curb Agajanian           | Dallara-Honda     | —         | 1:00,1856 | —         | —         | 15    |
| 19   | Sebastian Saavedra | KV AFS Racing                         | Dallara-Chevrolet | 0:59,6806 | —         | —         | —         | 16    |
| 20   | Charlie Kimball    | Chip Ganassi Racing Teams             | Dallara-Honda     | —         | 1:00,2304 | —         | —         | 18    |
| 21   | Carlos Huertas     | Dale Coyne Racing                     | Dallara-Honda     | 0:59,7244 | —         | —         | —         | 17    |
| 22   | Mikhail Aleshin    | Schmidt Peterson Motorsports          | Dallara-Honda     | —         | 1:00,2379 | —         | —         | 19    |
| 23   | Marco Andretti     | Andretti Autosport                    | Dallara-Honda     | 0:59,9816 | —         | —         | —         | 20    |

Quellen: 

### 1. Rennen
| Pos. | Fahrer             | Team                                  | Fahrzeug          | Runden | Zeit         | Start | Führungsrunden |
| ---- | ------------------ | ------------------------------------- | ----------------- | ------ | ------------ | ----- | -------------- |
| 01   | Sébastien Bourdais | KVSH Racing                           | Dallara-Chevrolet | 65     | 1:15:44,3232 | 01    | 58             |
| 02   | Hélio Castroneves  | Team Penske                           | Dallara-Chevrolet | 65     | + 3,3408     | 02    | 01             |
| 03   | Tony Kanaan        | Target Chip Ganassi Racing            | Dallara-Chevrolet | 65     | + 4,8655     | 05    | 0              |
| 04   | Simon Pagenaud     | Schmidt Peterson Hamilton Motorsports | Dallara-Honda     | 65     | + 5,4271     | 04    | 06             |
| 05   | Scott Dixon        | Target Chip Ganassi Racing            | Dallara-Chevrolet | 65     | + 12,5472    | 09    | 0              |
| 06   | Graham Rahal       | Rahal Letterman Lanigan Racing        | Dallara-Honda     | 65     | + 15,5804    | 11    | 0              |
| 07   | Charlie Kimball    | Chip Ganassi Racing Teams             | Dallara-Honda     | 65     | + 28,6978    | 18    | 0              |
| 08   | James Hinchcliffe  | Andretti Autosport                    | Dallara-Honda     | 65     | + 31,1677    | 08    | 0              |
| 09   | Will Power         | Team Penske                           | Dallara-Chevrolet | 65     | + 33,1220    | 23    | 0              |
| 10   | Justin Wilson      | Dale Coyne Racing                     | Dallara-Honda     | 65     | + 33,7258    | 07    | 0              |
| 11   | Mikhail Aleshin    | Schmidt Peterson Motorsports          | Dallara-Honda     | 65     | + 39,0741    | 19    | 0              |
| 12   | Ryan Briscoe       | NTT Data Chip Ganassi Racing          | Dallara-Chevrolet | 65     | + 43,3621    | 21    | 0              |
| 13   | Jack Hawksworth    | BHA/BBM with Curb Agajanian           | Dallara-Honda     | 65     | + 58,3644    | 15    | 0              |
| 14   | Carlos Huertas     | Dale Coyne Racing                     | Dallara-Honda     | 65     | + 58,4969    | 17    | 0              |
| 15   | Mike Conway        | Ed Carpenter Racing                   | Dallara-Chevrolet | 65     | + 58,9383    | 13    | 0              |
| 16   | Marco Andretti     | Andretti Autosport                    | Dallara-Honda     | 65     | + 1:01,4298  | 20    | 0              |
| 17   | Carlos Muñoz       | Andretti – HVM                        | Dallara-Honda     | 65     | + 1:01,7675  | 14    | 0              |
| 18   | Juan Pablo Montoya | Penske Motorsports                    | Dallara-Chevrolet | 64     | + 1 Runde    | 22    | 0              |
| 19   | Sebastian Saavedra | KV AFS Racing                         | Dallara-Chevrolet | 64     | + 1 Runde    | 16    | 0              |
| 20   | Josef Newgarden    | Sarah Fisher Hartman Racing           | Dallara-Honda     | 63     | DNF          | 10    | 0              |
| 21   | Ryan Hunter-Reay   | Andretti Autosport                    | Dallara-Honda     | 39     | DNF          | 03    | 0              |
| 22   | Luca Filippi       | Rahal Letterman Lanigan Racing        | Dallara-Honda     | 17     | DNF          | 06    | 0              |
| 23   | Takuma Satō        | A. J. Foyt Enterprises                | Dallara-Honda     | 10     | DNF          | 12    | 0              |

Quellen: 

#### Führungsabschnitte
| Abschnitt | Runden | Fahrer             |
| --------- | ------ | ------------------ |
| 1         | 1–33   | Sébastien Bourdais |
| 2         | 34     | Hélio Castroneves  |
| 3         | 35–40  | Simon Pagenaud     |
| 4         | 41–65  | Sébastien Bourdais |

Quellen: 

#### Gelbphasen
| Nr. | Dauer | Runden | Grund für Gelbphase |
| --- | ----- | ------ | --- |
| 1   | 1–2   | 2      | Kontakt: Takuma Satō (#14), Luca Filippi (#16), Mike Conway (#20), Carlos Muñoz (#34), Simon Pagenaud (#77) / Rote Flagge |
| 2   | 17–19 | 3      | Kontakt: Carlos Huertas (#18)                                                                                             |

Quellen: 

### 2. Rennen
| Pos. | Fahrer             | Team                                  | Fahrzeug          | Runden | Zeit         | Start | Führungsrunden |
| ---- | ------------------ | ------------------------------------- | ----------------- | ------ | ------------ | ----- | -------------- |
| 01   | Mike Conway        | Ed Carpenter Racing                   | Dallara-Chevrolet | 56     | 1:20:35,5420 | 11    | 07             |
| 02   | Tony Kanaan        | Target Chip Ganassi Racing            | Dallara-Chevrolet | 56     | + 3,5418     | 09    | 0              |
| 03   | Will Power         | Team Penske                           | Dallara-Chevrolet | 56     | + 5,1545     | 02    | 05             |
| 04   | Charlie Kimball    | Chip Ganassi Racing Teams             | Dallara-Honda     | 56     | + 5,4857     | 16    | 0              |
| 05   | Takuma Satō        | A. J. Foyt Enterprises                | Dallara-Honda     | 56     | + 6,6210     | 22    | 0              |
| 06   | Jack Hawksworth    | BHA/BBM with Curb Agajanian           | Dallara-Honda     | 56     | + 7,8701     | 18    | 0              |
| 07   | Scott Dixon        | Target Chip Ganassi Racing            | Dallara-Chevrolet | 56     | + 7,9350     | 07    | 0              |
| 08   | Marco Andretti     | Andretti Autosport                    | Dallara-Honda     | 56     | + 10,1765    | 08    | 0              |
| 09   | Sébastien Bourdais | KVSH Racing                           | Dallara-Chevrolet | 56     | + 12,0212    | 10    | 0              |
| 10   | Justin Wilson      | Dale Coyne Racing                     | Dallara-Honda     | 56     | + 15,7853    | 15    | 05             |
| 11   | Ryan Briscoe       | NTT Data Chip Ganassi Racing          | Dallara-Chevrolet | 56     | + 15,8671    | 12    | 0              |
| 12   | Hélio Castroneves  | Team Penske                           | Dallara-Chevrolet | 56     | + 16,2205    | 01    | 32             |
| 13   | Josef Newgarden    | Sarah Fisher Hartman Racing           | Dallara-Honda     | 56     | + 20,9127    | 17    | 07             |
| 14   | Ryan Hunter-Reay   | Andretti Autosport                    | Dallara-Honda     | 56     | + 22,6140    | 04    | 0              |
| 15   | Carlos Huertas     | Dale Coyne Racing                     | Dallara-Honda     | 56     | + 29,2715    | 20    | 0              |
| 16   | Luca Filippi       | Rahal Letterman Lanigan Racing        | Dallara-Honda     | 56     | + 46,4382    | 23    | 0              |
| 17   | Carlos Muñoz       | Andretti – HVM                        | Dallara-Honda     | 52     | DNF          | 06    | 0              |
| 18   | James Hinchcliffe  | Andretti Autosport                    | Dallara-Honda     | 52     | + 4 Runden   | 13    | 0              |
| 19   | Juan Pablo Montoya | Penske Motorsports                    | Dallara-Chevrolet | 52     | + 4 Runden   | 05    | 0              |
| 20   | Graham Rahal       | Rahal Letterman Lanigan Racing        | Dallara-Honda     | 50     | DNF          | 19    | 0              |
| 21   | Sebastian Saavedra | KV AFS Racing                         | Dallara-Chevrolet | 49     | DNF          | 21    | 0              |
| 22   | Simon Pagenaud     | Schmidt Peterson Hamilton Motorsports | Dallara-Honda     | 47     | + 9 Runden   | 03    | 0              |
| 23   | Mikhail Aleshin    | Schmidt Peterson Motorsports          | Dallara-Honda     | 11     | DNF          | 14    | 0              |

Quellen: 

#### Führungsabschnitte
| Abschnitt | Runden | Fahrer            |
| --------- | ------ | ----------------- |
| 1         | 1–11   | Hélio Castroneves |
| 2         | 12–13  | Will Power        |
| 3         | 14–20  | Josef Newgarden   |
| 4         | 21–41  | Hélio Castroneves |
| 5         | 42–44  | Will Power        |
| 6         | 45–49  | Justin Wilson     |
| 7         | 50–56  | Mike Conway       |

Quellen: 

#### Gelbphasen
| Nr. | Dauer | Runden | Grund für Gelbphase |
| --- | ----- | ------ | --- |
| 1   | 1–2   | 2      | Kontakt: Tony Kanaan (#10) in Kurve 3 |
| 2   | 12–18 | 7      | Kontakt: Juan Pablo Montoya (#2), Mikhail Aleshin (#7) und James Hinchcliffe (#27) in Kurve 8                                                  |
| 3   | 24–26 | 3      | Trümmerteile |
| 4   | 33–34 | 2      | Kontakt: Luca Filippi (#16) in Kurve 8 |
| 5   | 44–47 | 4      | Kontakt: Sebastián Saavedra (#17) in Kurve 3                                                                                                   |
| 6   | 51    | 1      | Kontakt: Ryan Briscoe (#8), Carlos Huertas (#18), Marco Andretti (#25), Ryan Hunter-Reay (#28) und Carlos Muñoz (#34) in Kurve 3 / Rote Flagge |
| 7   | 52    | 1      | Rote Flagge Neustart |

Quellen: 

## Punktestände nach dem Rennen

### Fahrerwertung
Die Punktevergabe wird hier erläutert.
| Pos. | Fahrer             | Punkte |
| ---- | ------------------ | ------ |
| 01.  | Hélio Castroneves  | 533    |
| 02.  | Will Power         | 520    |
| 03.  | Ryan Hunter-Reay   | 464    |
| 04.  | Simon Pagenaud     | 462    |
| 05.  | Juan Pablo Montoya | 428    |
| 06.  | Scott Dixon        | 387    |
| 07.  | Carlos Muñoz       | 384    |
| 08.  | Tony Kanaan        | 380    |
| 09.  | Marco Andretti     | 375    |
| 10.  | Sébastien Bourdais | 358    |
| 11.  | Ryan Briscoe       | 344    |
| 12.  | James Hinchcliffe  | 330    |

| Pos. | Fahrer             | Punkte |
| ---- | ------------------ | ------ |
| 13.  | Charlie Kimball    | 317    |
| 14.  | Justin Wilson      | 311    |
| 15.  | Mikhail Aleshin    | 298    |
| 16.  | Josef Newgarden    | 288    |
| 17.  | Jack Hawksworth    | 287    |
| 18.  | Graham Rahal       | 266    |
| 19.  | Carlos Huertas     | 265    |
| 20.  | Takuma Satō        | 234    |
| 21.  | Sebastian Saavedra | 229    |
| 22.  | Mike Conway        | 218    |
| 23.  | Ed Carpenter       | 168    |
| 24.  | Oriol Servià       | 88     |

| Pos. | Fahrer             | Punkte |
| ---- | ------------------ | ------ |
| 25.  | Kurt Busch         | 80     |
| 26.  | J. R. Hildebrand   | 66     |
| 27.  | Sage Karam         | 57     |
| 28.  | Luca Filippi       | 46     |
| 29.  | James Davison      | 34     |
| 30.  | Jacques Villeneuve | 29     |
| 31.  | Alex Tagliani      | 28     |
| 32.  | Townsend Bell      | 22     |
| 33.  | Pippa Mann         | 21     |
| 34.  | Martin Plowman     | 18     |
| 35.  | Buddy Lazier       | 11     |
| 36.  | Franck Montagny    | 8      |